# Auradé
Auradé är en kommun i departementet Gers i regionen Occitanien i sydvästra Frankrike. Kommunen ligger i kantonen L'Isle-Jourdain som tillhör arrondissementet Auch. År 2022 hade Auradé 676 invånare.

## Befolkningsutveckling
Antalet invånare i kommunen Auradé
Referens:INSEE